# Преотешть
Преотешть, Преотешті (рум. Preotești) — село у повіті Олт в Румунії. Входить до складу комуни Янку-Жіану.
Село розташоване на відстані 167 км на захід від Бухареста, 31 км на захід від Слатіни, 27 км на північний схід від Крайови.

## Населення
За даними перепису населення 2002 року у селі проживали 144 особи, усі — румуни. Усі жителі села рідною мовою назвали румунську.